# Lisne (Oleksiivka), Kirovohrad
Lisne (în ucraineană Лісне) este un sat în comuna Oleksiivka din raionul Kirovohrad, regiunea Kirovohrad, Ucraina.

## Demografie
Componența lingvistică a localității Lisne
     Ucraineană (94,2%)
     Rusă (5,8%)
Conform recensământului din 2001, majoritatea populației localității Lisne era vorbitoare de ucraineană (94,2%), existând în minoritate și vorbitori de rusă (5,8%).